# Pavel Jakusjkin

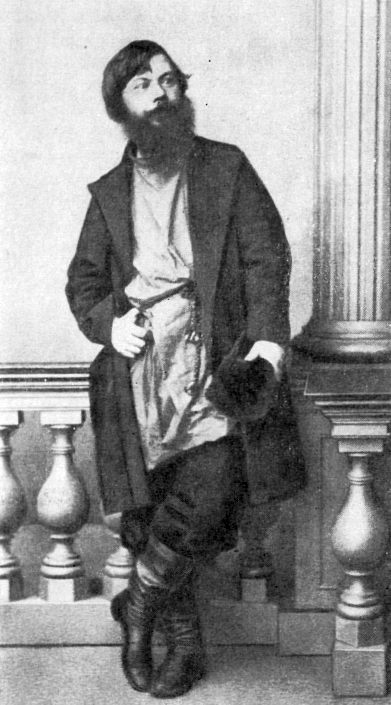
Pavel Jakusjkin.

Pavel Ivanovitj Jakusjkin (ryska: Павел Иванович Якушкин), född 26 januari (gamla stilen: 14 januari) 1822 i guvernementet Orjol, död 20 januari (gamla stilen: 8 januari) 1872 i Samara, var en rysk författare. Han var kusin till Ivan Jakusjkin.
Jakusjkin samlade folkvisor och sägner från olika delar av Ryssland och författade även originaldikter och skisser i narodnikernas etnografiska stil. Hans skrifter, Putevyja pisma (Resebrev, 1860), Byvaloje i Nebyvalstjina (Verklighet och dikt, 1865), Sobranie pjesen (Vissamlingar, 1860, 1865), utgavs i samlad upplaga 1884 med biografi av Sergej Maksimov.